# 在健全的身體裡
在健全的身體裡是塞爾維亞女歌手康斯特拉克塔於2022年2月11日推出的單曲，由康斯特拉克塔和米洛萬·博斯科維奇（Milovan Bošković）共同創作。這是其三聯畫計畫中的一首，為宣傳歌曲，康斯特拉克塔登上國內選秀節目並一舉奪得冠軍，代表塞尔维亚參與在意大利都灵舉辦的2022年欧洲歌唱大赛，最終以312分排名第五。

## 製作
在健全的身體裡時長2分59秒，以
拍的g小調構成，每分鐘120拍，風格上，歌曲被視為有著民謠元素的前卫艺术流行歌曲，《獨立報》的艾莉·繆爾（Ellie Muir）表示歌曲令他想起的音樂。
本作和另外兩首歌、構成三聯畫，該計畫反應了康斯特拉克塔對塞爾維亞的一切。歌詞由康斯特拉克塔和米洛萬·博斯科維奇（Milovan Bošković）共同創作，主要由塞尔维亚语構成，包含少許拉丁语，其歌名在拉丁语表示健全的身體和精神，它探討了人們的心理健康及美好體魄的追求，特別是在2019冠状病毒病疫情之後。同時，在健全的身體裡是賽場上首次採用拉丁语演唱的歌曲。

## 歐洲歌唱大賽

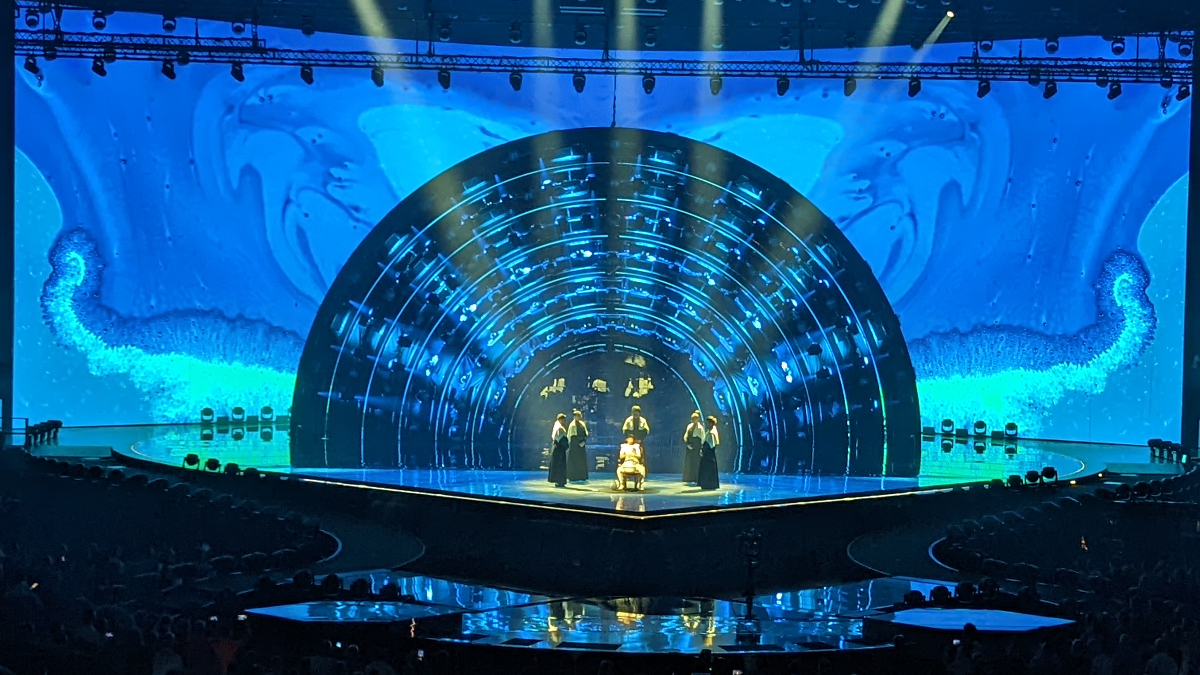
康斯特拉克塔在2022年歐洲歌唱大賽

為宣傳三聯畫計畫，康斯特拉克塔參與由塞爾維亞廣播電視台（RTS）舉辦的選秀節目，而選擇派出在健全的身體裡是因為它3分鐘內的時長剛好符合比賽規定。康斯特拉克塔先是通過2022年3月3日的國內上半決賽，在3月6日決賽，康斯特拉克塔以觀眾評審合計24分滿分獲得冠軍，成為2022年歐洲歌唱大賽塞尔维亚代表。
經過「半決賽分配抽籤」，她被安排在2022年5月12日的第二場半決賽（Semi-final 2）。舞台上，康斯特拉克塔以全白的極簡主義造型登場，她被五位伴唱包圍著，伴隨著有節奏的鼓掌和用死語吟唱，她有條不紊的洗手。這場令人難忘的演出幫助康斯特拉克塔以237分的成績拿下第二場半決賽季軍，成功晉升決賽。決賽於5月14日舉行，她被安排在倒數第2位（24位）演出。最終康斯特拉克塔以評審得分87分，觀眾得分225分，合計得分312分獲得2022年歐洲歌唱大賽第5名。這是塞尔维亚繼2007年後拿到最高的分數。

## 專業評價
歌曲獲得普遍好評，歐洲歌唱大賽官網形容它是今年最有趣的作品之一。憑藉歌曲，康斯特拉克塔獲頒馬塞爾·貝桑松獎「歌手獎」。Wiwibloggs根據內部評審團評價給予歌曲7.28/10，評審團表示塞尔维亚在各位以為他不行的時候呈交這份傑作，這不僅僅是首朗朗上口的歌曲，它更像是社會運動，康斯特拉克塔透過引人注目的歌詞喚醒人們對身體和心靈健康追求的反思。《每日雜誌報》給予4/6分，認為這首跳脫框架，旋律簡潔、催眠節奏和略顯奇特的編舞的歌曲給人一種「好怪哦，再看一眼」的感覺。的特納·薩爾切維奇（Tena Šarčević）稱其為完美傑作，不僅帶來奇怪且有趣的娛樂體驗，還傳遞出深刻社會與政治訊息。

## 榜單表現
| 榜单（2022年）                           | 最高排名 |
| ---------------------------------------- | -------- |
| 克羅埃西亞（《告示牌》）                 | 1        |
| 希臘（國際唱片業協會希臘分會國際單曲榜） | 39       |
| 冰島（Plötutíðindi）                     | 15       |
| 立陶宛（AGATA）                          | 11       |
| 瑞典（瑞典最熱榜）                       | 63       |